# Dimitrios Kisoudis
Dimitrios Kisoudis (* 21. April 1981 in Öhringen) ist ein deutscher Publizist. Seit 2022 ist er Grundsatzreferent für den AfD-Parteivorsitzenden Tino Chrupalla. Er wird als „Verfechter eines antiamerikanischen Kurses gemäß dem russisch-faschistischen Vordenker Alexander Dugin“ wahrgenommen.

## Werdegang
Dimitrios Kisoudis (griechisch Δημήτριος Κισούδης) ist Sohn eines griechischen Gastarbeiters und einer deutschen Mutter. Er studierte Historische Anthropologie, Germanistik und Spanisch in Freiburg und Sevilla. Danach arbeitete er in der Dokumentarfilmproduktion und war hauptsächlich für den SWR tätig.
Seit einigen Jahren betätigt sich Kisoudis als Mitarbeiter von Politikern und Parlamentariern des rechtspopulistischen Spektrums: So war er Assistent des damaligen AfD-Abgeordneten Marcus Pretzell im Europäischen Parlament, arbeitete dann als Referent der ENF-Fraktion und war von November 2017 bis Februar 2022 für den AfD-Bundestagsabgeordneten Martin Hess tätig. Aktuell, seit Februar 2022, ist er Grundsatzreferent für den AfD-Parteivorsitzenden Tino Chrupalla.

## Publizistische Tätigkeit
Kisoudis befasst sich vielfach mit osteuropäischen, besonders russischen Themen. Er verfasste 2007 ein Buch über Politische Theologie in der griechisch-orthodoxen Kirche, das sich mit dem Ort Griechenlands in der europäischen Kulturgeschichte befasst, und 2015 das Sachbuch Goldgrund Eurasien, das im rechtsgerichteten Manuscriptum-Verlag von Thomas Hoof erschien und die weltpolitische Lage aus der Sicht Wladimir Putins analysiert. Am 15. Juni 2015 stellte Kisoudis sein Buch in der Bibliothek des Konservatismus vor. Ausgehend von der Forsthoff-Abendroth-Kontroverse argumentierte Kisoudis, dass ein Sozialstaat zu Totalitarismus führe, ein Ordnungsstaat hingegen Freiheit ermögliche. Die FAZ schreibt, dass Kisoudis in Goldgrund Eurasien die seiner Ansicht nach wirtschaftlich angeschlagenen USA die Länder China und Russland als positive Gegenbeispiele gegenüberstellt. Diese würden Deutschland im Rahmen einer stärkeren Zusammenarbeit zwischen Europa und Asien große Vorteile bringen. Das Buch sei „sehr einseitig“ geschrieben, „aber dumm ist es nicht“, so das Urteil der FAZ. 2010 gab er gemeinsam mit Frank Hertweck ein autobiografisches Interview heraus, das Carl Schmitt 1971 mit Klaus Figge und Dieter Groh führte (Solange das Imperium da ist).
In der von Frank Böckelmann herausgegebenen Schriftenreihe „TUMULT“ des Manuscriptum-Verlags veröffentlichte er 2017 sein Essay Was nun? Vom Sozialstaat zum Ordnungsstaat. Darin plädiert er für ein schlankes, primär auf Ordnungsaufgaben beschränktes Staatswesen und kritisiert den modernen Sozialstaat als „totalen Staat“, der die Freiheit der Bürger durch Umverteilung und Fürsorge einschränke und den er insoweit mit dem NS-Staat parallelisiert. Kisoudis präsentierte sein Buch im Juni 2017 in Berlin unter anderem in der Bibliothek des Konservatismus und im Oratorium des katholisch-traditionalistischen „Instituts St. Philipp Neri“, das er bereits 2014 in einem Werbefilm porträtiert hatte. Außerdem schreibt Kisoudis Beiträge für den Online-Auftritt des Magazins eigentümlich frei.
Kisoudis bezieht in seinen Publikationen antiwestliche und orthodox-christliche Positionen. Er sieht nach dem „Intermezzo“ der Nachkriegsordnung eine Rückkehr der Völker und Kulturen zu ihrer wahren Identität. Weiter prophezeit er einen neuen Kalten Krieg zwischen dem „autoritären Liberalismus“ im Osten und dem „postmodernen Geldsozialismus“ im Westen.
Kisoudis’ Bewunderung gilt Putin, der seiner Meinung nach als Eurasier den Weg zum Dritten Rom zurückgefunden hat. Deutschland empfiehlt er, sich mit Russland zu verbünden. Kisoudis bezieht sich dabei auf Alexander Dugin und Konstantin Leontjew.
In seiner 2023 veröffentlichten Schrift Mitteleuropa und Multipolarität beschreibt Kisoudis die Geschichte deutscher Mitteleuropa-Konzeptionen, welche er wiederum „dem Westen“ entgegenstellt. Armin Pfahl-Traughber, der das Buch bespricht, zitiert: „Westen heißt woker Untergang, Mitteleuropa heißt Erhalt der Völker in ihrer Eigenart.“ Es sei in dem Buch aber „keine erkenntnisleitende Fragestellung“ zu erkennen, und das von Kisoudis „beabsichtigte und bevorzugte Modell“ bleibe „diffus“.

## Publikationen
- Politische Theologie in der griechisch-orthodoxen Kirche. Diagonal Verlag, Marburg 2007, ISBN 978-3-939346-02-9
- „Solange das Imperium da ist“. Carl Schmitt im Gespräch mit Klaus Figge und Dieter Groh 1971. Herausgegeben von Dimitrios Kisoudis und Frank Hertweck. Duncker & Humblot, Berlin 2010, ISBN 978-3-428-13452-6.
- Goldgrund Eurasien. Der neue Kalte Krieg und das dritte Rom. Manuscriptum Verlag, Waltrop und Leipzig 2015, ISBN 978-3-944872-12-4
- Was nun? Vom Sozialstaat zum Ordnungsstaat. Manuscriptum Verlag, Waltrop und Leipzig 2017, ISBN 978-3-944872-47-6
- Mitteleuropa und Multipolarität (= kaplaken. 87), Antaios, Schnellroda 2023, ISBN 978-3-949041-87-7.